# 새깅

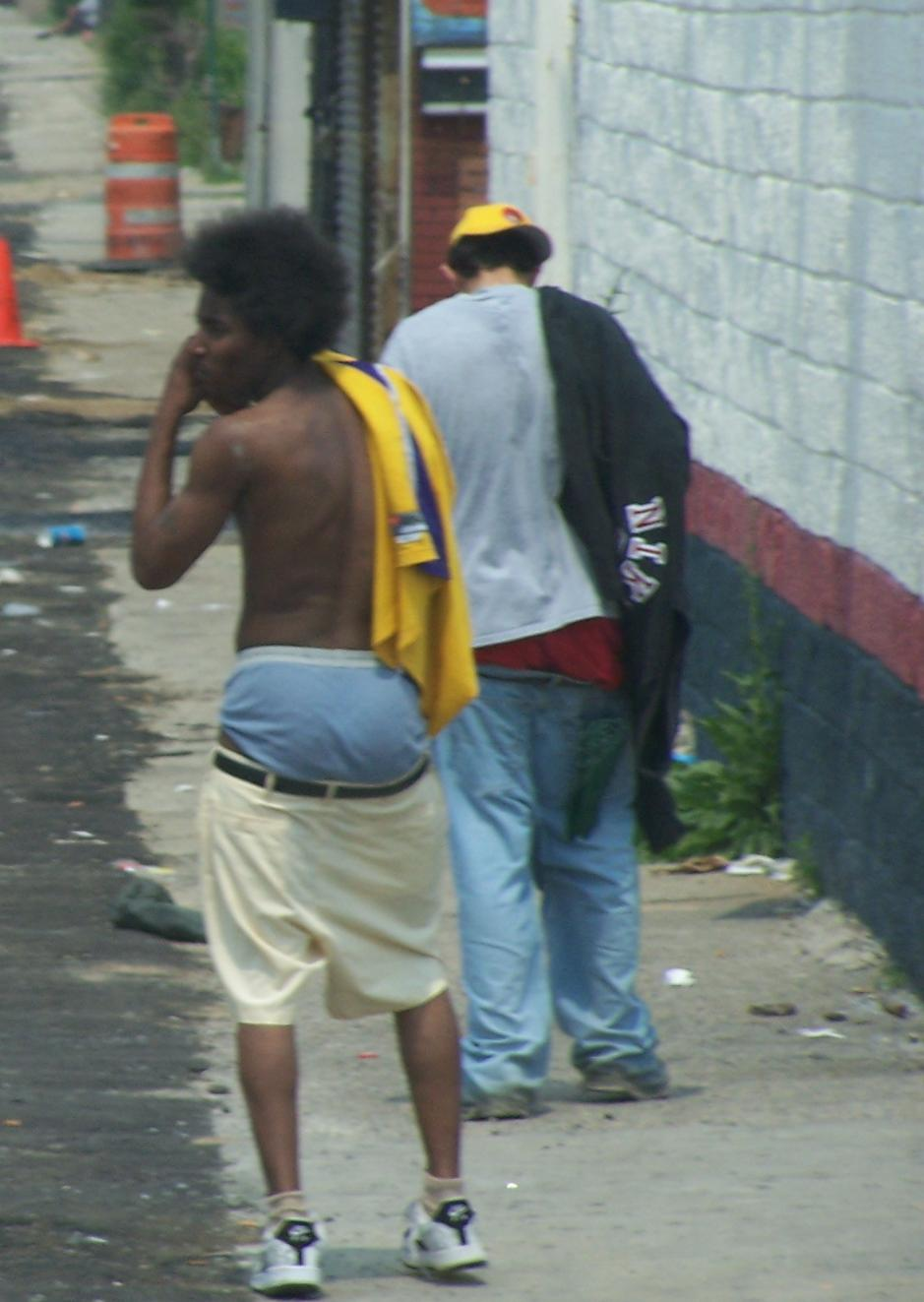
2007년 디트로이트에서 바지를 늘어뜨려 새깅 패션을 선보인 두 남자

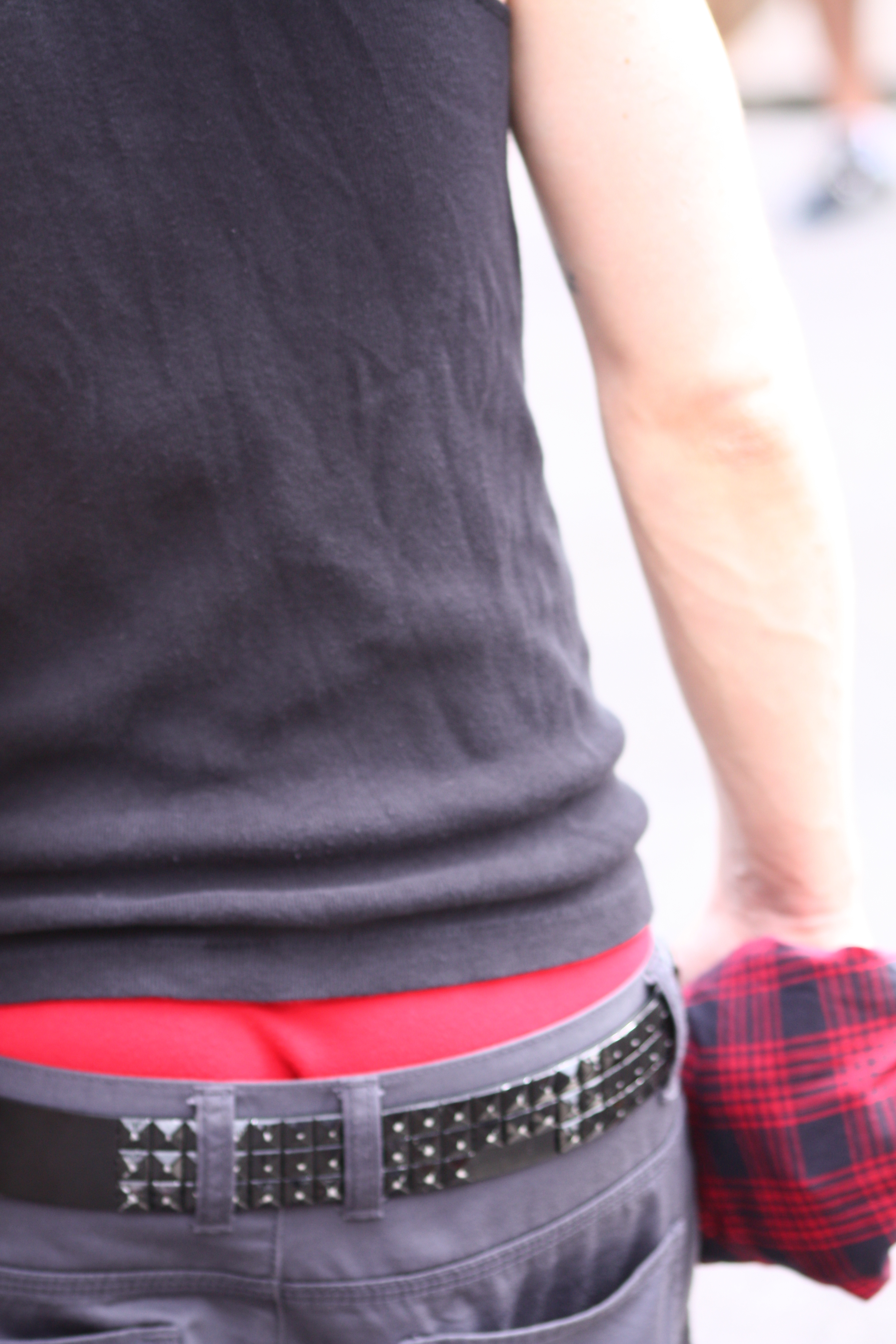
새깅 패션의 예

새깅(Sagging)은 바지 또는 청바지의 윗부분이 허리 아래로 향하도록 처지는 방식으로, 때때로 착용자의 속바지 대부분이 드러나는 것을 말한다.
새깅은 주로 남성 패션이다. 여성들이 G줄 속옷을 드러내기 위해 낮은 높이의 청바지를 입는 것은 일반적으로 새깅으로 묘사되지 않는다. 처진 바지를 입은 사람은 때때로 "새거(sagger)"라고 불린다. 일부 국가에서는 이러한 관행을 "로우 라이딩(low-riding)"이라고 한다.

## 기원
이 스타일은 1990년대에 스케이트 선수들과 힙합 음악가들에 의해 대중화되었다.
이 양식은 종종 벨트가 때때로 금지되고 적절한 사이즈의 옷이 부족할 수 있는 미국의 교도소 시스템에서 유래되었다고 주장된다.

## 반응
2000년대 동안 많은 북미 지역 정부, 학교 시스템, 교통 기관, 심지어 항공사들은 처진 바지를 입는 관행에 반대하는 법과 규정을 통과시켰다. 2008년 미국 대통령 선거 직전에 연설한 버락 오바마 미국 대통령 후보는 MTV에 출연해 속옷이 드러나는 헐렁한 바지를 입는 것을 금지하는 법이 있다고 "시간 낭비입니다... 그런 말을 했으니 당신들(새깅 팬츠를 입는 사람들)은 바지를 올려야 합니다. 엄마, 할머니 옆을 지나다니면서 속옷이 보여. 그게 뭐가 문제죠? 부탁이예요. 어떤 사람들은 당신의 속옷을 보고 싶어하지 않을 수 있습니다. 나도 그들 중 한 사람입니다."라고 말했다.
2007년 6월, 루이지애나주 델캄브레 시의회는 고의로 바지를 입는 것을 금지하는 외설적인 노출 조례를 통과시켰다. 2008년 3월, 조지아 주의 하히라 시의회는 공공 안전이라는 명목으로 시민들이 윗도리가 드러나는 바지를 허리 아래까지 입는 것을 금지하는 논란이 많은 의류 조례를 통과시켰다. 의회는 2 대 2로 갈라졌지만, 시장에게 패배했다.미주리주의 페이데일 또한 2008년에 이 법을 통과시킨 또 다른 사람이다.
미국시민자유연합(American Civil Liberties Union of Georgia)의 주 전체 조직원인 베네타 스탠리(Benetta Standly)는 "애틀랜타에서 우리는 이것을 인종 프로파일링으로 봅니다. 그것은 아프리카계 미국인 남성들을 목표로 할 것이다. 사람들이 당신의 옷차림을 범죄와 연관짓는 것에 대한 두려움이 있습니다."라고 말했다. 미시건주 플린트의 임시 경찰서장은 난잡한 행위로 인해 새거들을 체포하라고 명령했다. 그러나 2008년 8월 8일, 경고만 발령되었다. ACLU의 지역 지부는 처짐이 플린트 무질서한 행위 조례를 위반하지 않는다고 말하며 이에 대응하여 법적 조치를 취하겠다고 위협했고 플로리다의 한 판사는 비슷한 규칙에 따라 제기된 소송을 위헌이라고 기각했다.
새깅 옷은 학교 복장 규정을 위반하는 것이며, 그리고 그 금지 행위는 법원 시스템에서 지지를 받고 있다.
"Pants on the ground"영상이 아메리칸 아이돌(이하 참고) 덕분에 인기를 끈 지 2주 만에 텍사스 주 댈러스 지역에서 처진 바지 스타일에 반대하는 광고판 캠페인이 시작됐다. 그 광고판에는 1997년 영화 소울 푸드의 빅 마마 조셉이 "엠 업!"이라고 말하고, 젊은이들에게 "비밀을 지켜주세요!"라고 부탁하는 장면이 나온다. 그 캠페인은 댈러스 시장 프로 팀 드웨인의 아이디어이다. 캐러웨이는 클리어 채널 아웃도어로부터 기부받은 광고 공간을 사용한다. 처진 바지에 대한 또 다른 광고판은 2010년 3월 28일 뉴욕주 상원의원 에릭 아담스에 의해 뉴욕 브루클린에서 시작되었다. 2010년 5월 말콤 스미스(Malcolm Smith) 뉴욕주 상원의장은 선거자금에서 2200달러를 퀸스에서 비슷한 캠페인을 시작했다.
2010년 밴쿠버 동계 올림픽에서 일본인 스노보드 선수 고쿠보 가즈히로(Kazuhiro Kokubo)는 느슨한 넥타이, 셔츠 늘어짐, 처진 바지 등 지저분한 복장으로 인해 개막식에 참가할 수 없게 되었다.
2010년 가을, 테네시 주 멤피스의 웨스트사이드 중학교에서 새깅 패션을 다루는 정책은 1990년대 텔레비전 쇼 "Family Matters"의 스티브 우르켈(Steve Urkel)을 지칭하는 "Urkelled"를 학생들이 지지하거나 받았던 것이다. 이러한 과정에서, 선생님들은 바지를 위로 올려 지퍼를 사용하여 그곳에 붙이곤 했다. 학생들은 또한 모든 반 친구들이 볼 수 있도록 복도에 있는 게시판에 사진을 찍어서 게시하도록 할 것이다. WMC-TV와의 인터뷰에서, 바비 화이트 교장의 일반적인 생각은 대중문화와 함께 대중문화와 싸우는 것이라고 말했다. 이 학교의 한 교사는 학생들이 5주 후에 메시지를 받고 그 수가 18명으로 줄었음에도 불구하고 일주일에 80명까지 "Urkelled"를 했다고 한다.
2010년 11월 23일, 조지아주 올버니에서는 엉덩이 윗부분이 3인치 이상 아래인 바지나 치마를 입는 것을 금지하는 시 조례를 통과시켰고, 첫 번째 범죄에 대해서는 25달러의 벌금을 부과하여 후속 범죄에 대해서는 최대 250달러의 벌금을 부과했다. 2011년 9월, 시 검사 네이선 데이비스(Nathan Davis)는 187개의 인용문이 발행되었고 3,916달러의 벌금이 징수되었다고 보고했다.
2010년 12월 8일, 플로리다주 오파록카는 바지를 입지 않은 사람들에게 250달러의 벌금 또는 10시간의 사회봉사에 대해 만장일치로 투표했다.
텍사스 주 포트워스에서는 2011년 6월 지역 교통당국이 속옷이나 엉덩이가 드러나는 처진 바지를 입고 버스에 탑승하는 것을 금지하는 정책을 시행했다. 버스에는 '차를 세우거나 다른 놀이기구를 타라'는 팻말이 붙어 있었고, 한 시의원은 광고판 캠페인을 위한 자금을 찾고 있었다. 포트워스 교통국의 통신 관리자는 이 정책이 시행된 첫날, 50명의 사람들이 부적절한 바지를 입고 버스에서 쫓겨났다고 말했다. 정책에 대한 불만도 나왔지만 전반적인 반응은 긍정적이었다.
2011~2012학년도 플로리다주에서는 학교에 있을 때 처지는 행위를 금지하는 주법이 시행되었다. 위반으로 적발된 학생은 1차 가해 시 구두 경고를 받고, 2차 가해 시 학부모 통보를 받아 부모가 학교에 갈아입을 옷을 가져와야 한다. 그러면 학생들은 후속 위반으로 인해 교내 정학 처분을 받게 될 것이다.
뉴멕시코 대학의 미식축구 선수 데손 마만이 처진 바지를 입고 뉴멕시코 앨버커키행 US 에어웨이즈 비행기에서 제명됐다. 몇 달 후, 그린 데이의 가수 빌리 조 암스트롱(Billie Joe Armstrong)도 같은 이유로 오클랜드에서 캘리포니아 버뱅크로 가는 사우스웨스트 항공 비행기에서 해고되었다.
2012년 4월 앨라배마주 순회재판소 판사 존 부시는 속옷이 드러난 처진 청바지를 입고 법정에 출두한 20대 라마르쿠스 램지에게 징역 3일을 선고하며 "법정에서 엉덩이를 보여 법정모독에 해당한다"고 말했다.
2013년 6월 12일, 뉴저지 주 와일드우드 시의회는 만장일치로 새깅 패션을 마을 보드워크에서 금지하기로 결정했다.
플로리다주 오칼라에서는 처진 청바지를 금지하는 법이 통과되어 위반자는 500달러의 벌금이나 6개월 이하의 징역에 처해진다. 비슷한 것이 뉴저지의 와일드우드에서도 행해졌다.
2015년 9월, 미시시피주의 힌즈 커뮤니티 대학(Hinds Community College)의 학생들은 그들의 바지를 내릴 권리를 위해 대학 당국에 항의했다. 이번 시위는 한 학생이 대학의 복장 규정을 어긴 채 처졌다는 이유로 체포되면서 촉발됐다.
2016년 7월 5일 사우스캐롤라이나주 티몬스빌에서 처진 바지를 처벌하는 조례가 통과되었다. 위반자는 최대 600달러의 벌금을 물게 될 수 있다.
루이지애나 주 슈리브포트는 2019년 6월, 새깅 팬츠에 대한 금지를 폐지했다.
플로리다주 마이애미 데이드 카운티의 오파로카(Opa-locka)는 2020년 9월 "새깅 팬츠" 금지를 철회하는 데 4 대 1로 투표했다..

## 뮤직 비디오

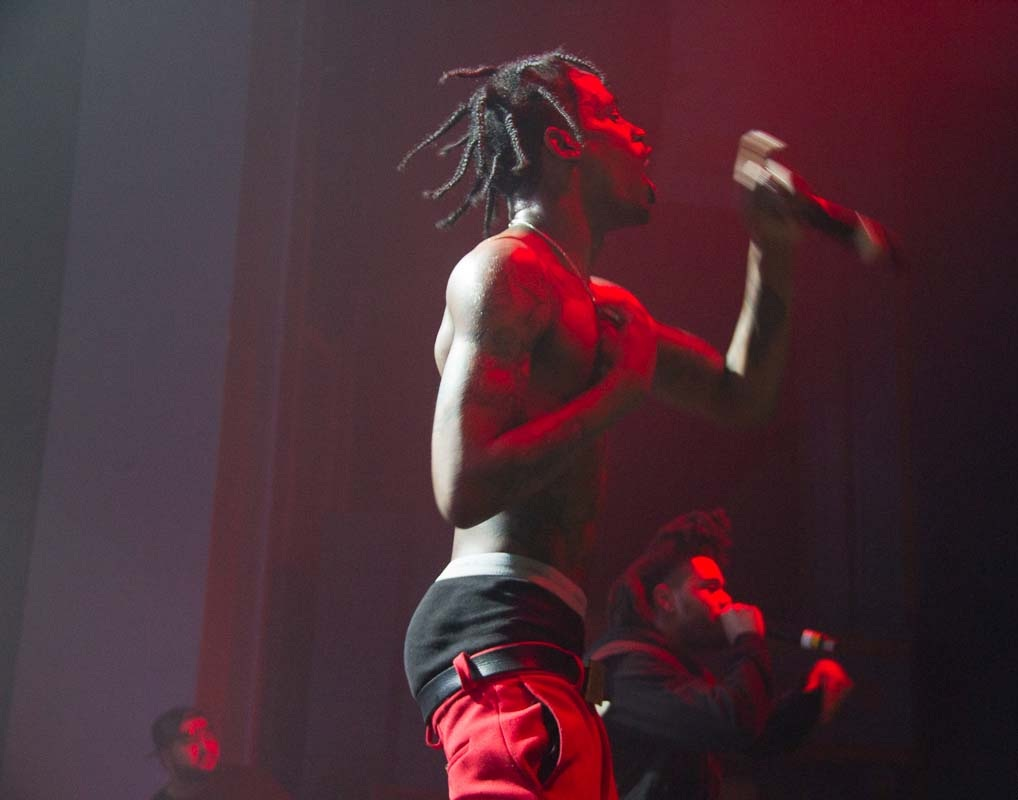
미국 래퍼 트래비스 스캇이 2015년 공연 중 새깅 패션 선보인 모습

새깅은 1996년 미시간주 하이랜드 파크의 그린 브라더스(Green Brothers)가 부른 "Back Pockets on the Floor"라는 곡에서 처음으로 뮤직비디오에서 조롱을 받았다. 텍사스 주 댈러스의 드웨인 브라운(Dewayne Brown)의 2007년 노래 "Pull Your Pants Up"도 비슷한 메시지를 담고 있다. 2010년 1월 13일, "제너럴" 래리 플랫("General" Larry Platt)은 조지아주 애틀랜타에서 열린 아메리칸 아이돌 시즌 9 오디션에서 "Pants on the Ground"를 공연했다. 2012년, 아모르 "릴만" 아르테아가는 "Pull Ya Pants Up"이라는 제목의 노래를 작곡했고, 마티 마코위츠 (Marty Markowitz) 브루클린 자치구 의장이 출연해 뮤직비디오를 만들었다.

## 기타 새깅 패션 (사진)

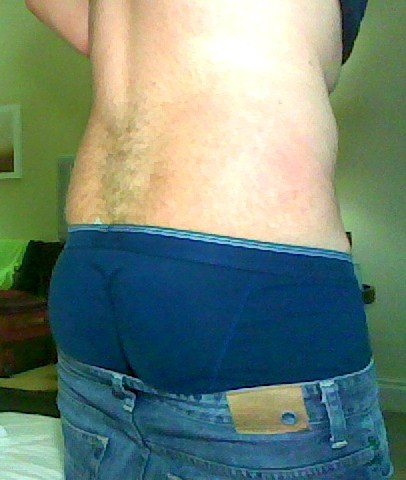
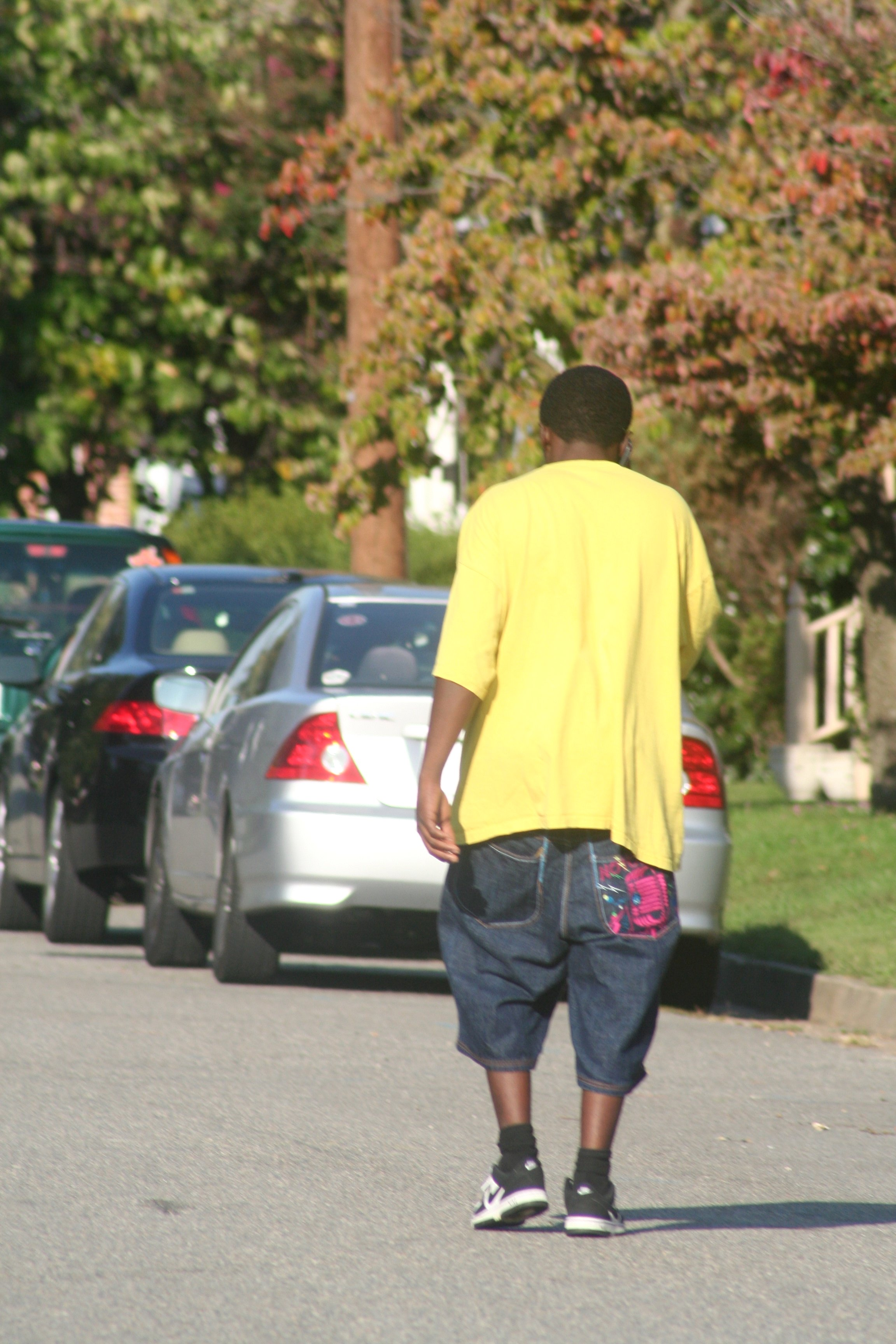
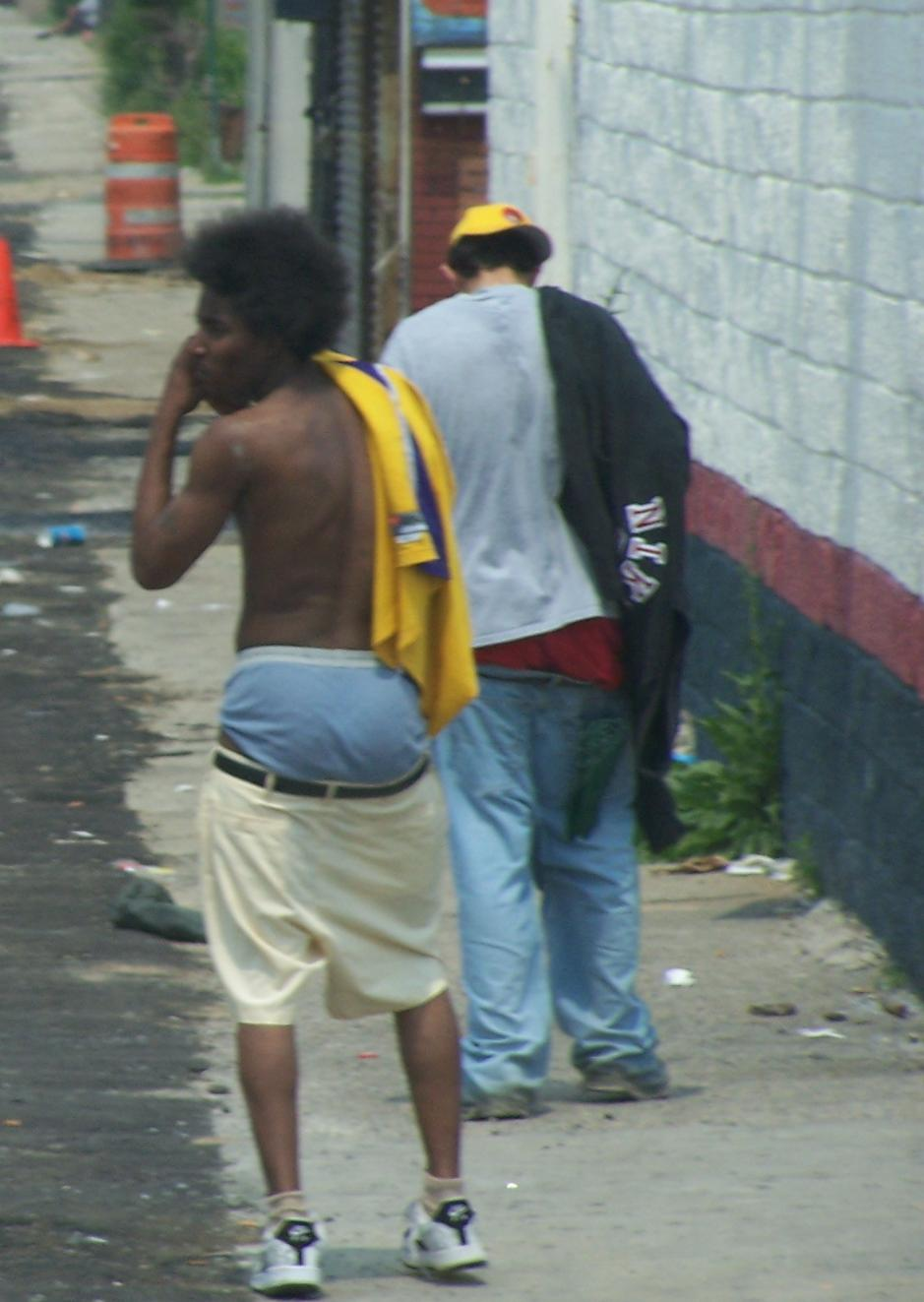
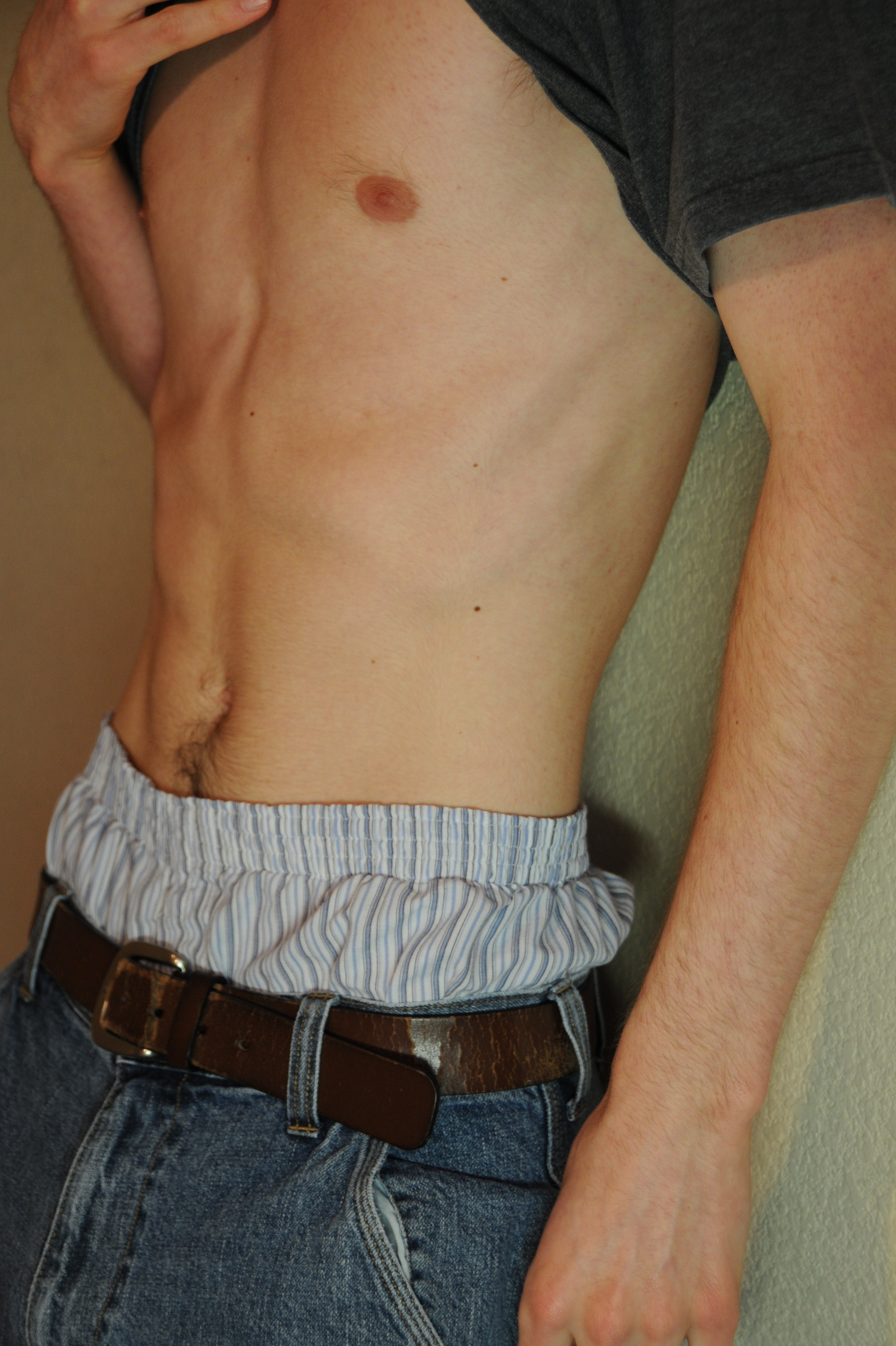
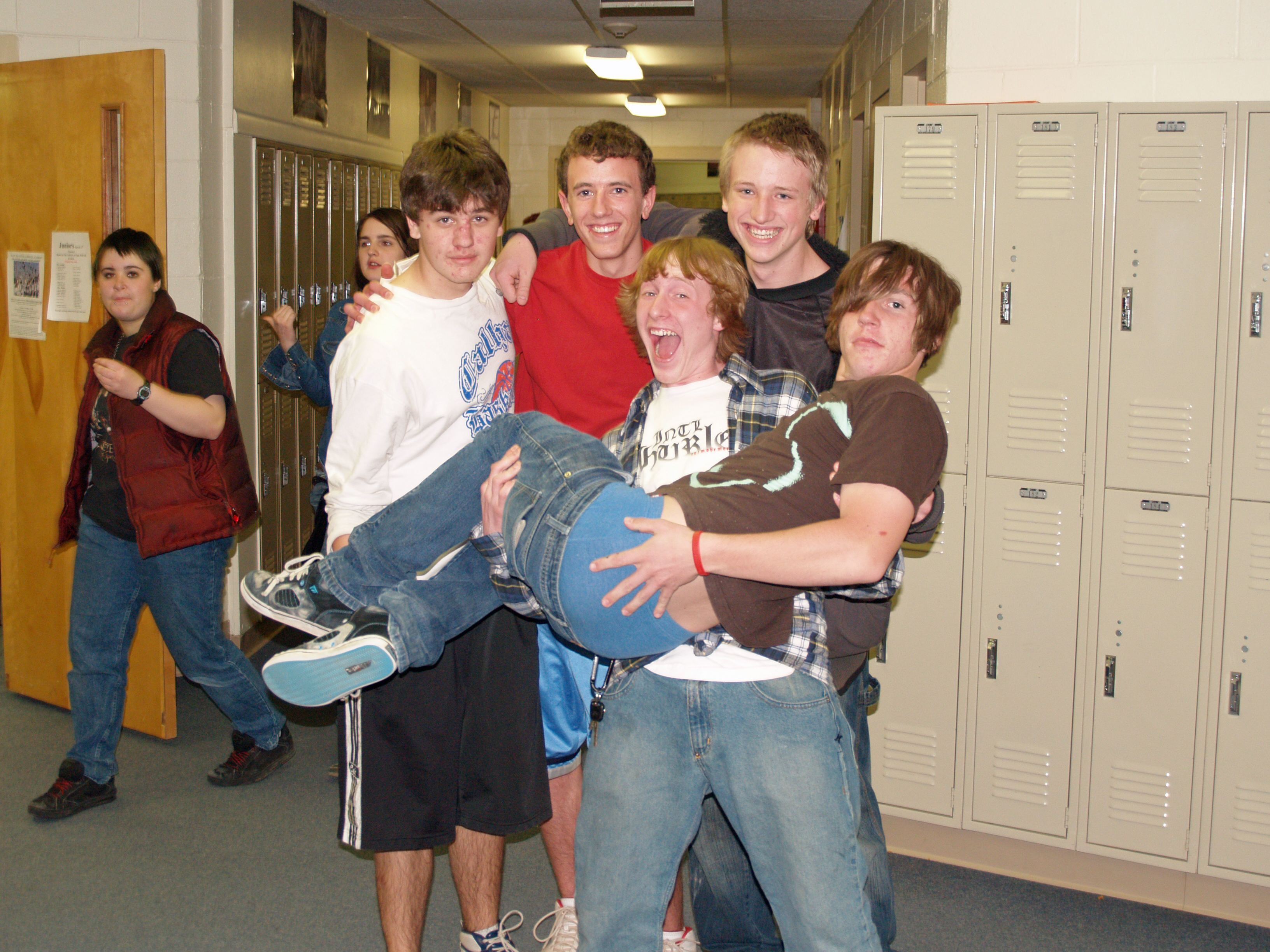
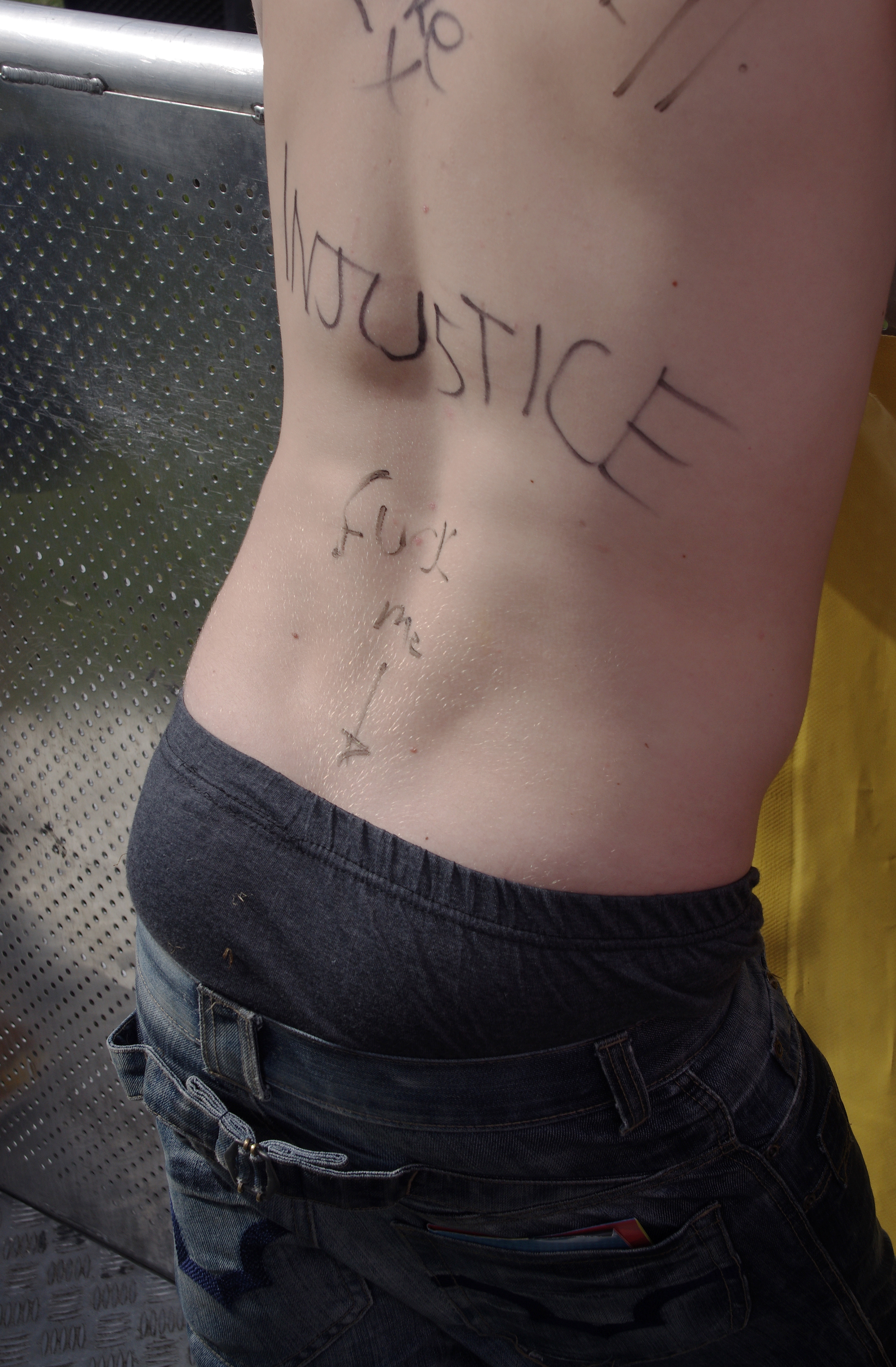
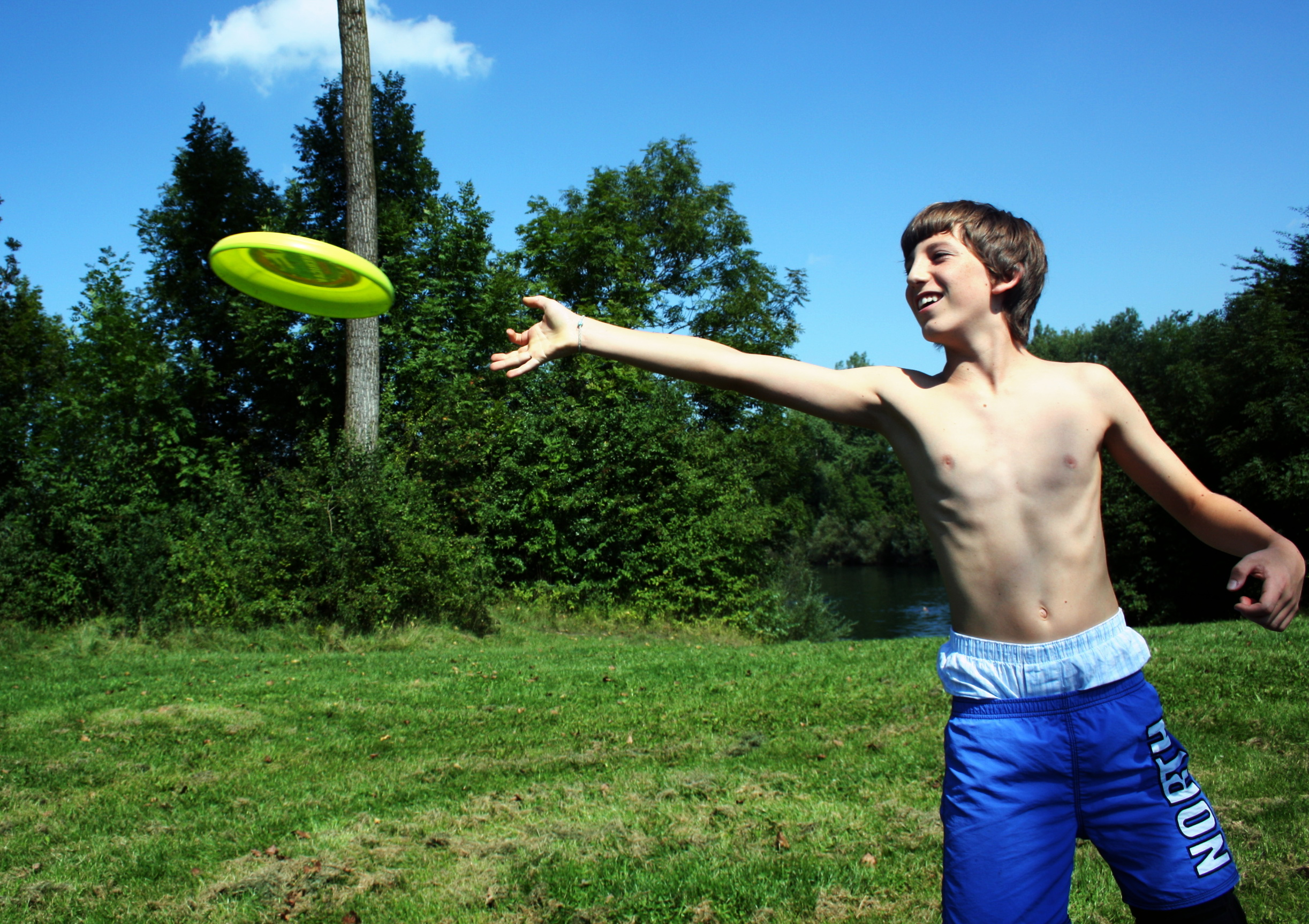

## 같이 볼 것
- 엉덩이 노출
- 통이 넓은 청바지